# Bidstrup Skovene
Bidstrup skovene er et betydeligt skovområde beliggende syd for Kirke Hvalsø på Sjælland. Hele området ligger i omkring 100 m højde og her finder man bl.a. Sjællands højeste punkt, Gyldenløves Høj, med 125,5 m over havoverfladen. På den 113 m høje Lerbjerg/Skovbakken ligger det 57 m høje teletårn "Lerbjergtårnet" der i alt når op i 170 m højde. Området kaldes også for "det midtsjællandske skovhøjland". I den sydlige del ligger Sporvejsmuseet Skjoldenæsholm.
Betegnelsen Bidstrup skovene bruges i to forskellige betydninger
- Et statsejet skovområde bestående af skovene Storskoven, Valborup Skov, Hejede Overdrev, Ravnsholte Skov, Avnstrup Skov og Orup Skov på i alt ca. 900 ha[4]
- Hele området inkl. ovennævnte samt skove ejet af godserne Ledreborg og Skjoldenæsholm der tilsammen udgør et område på 1900 ha[4]

Skovene står i et stærkt kuperet morænelandskab iblandet flere åbne overdrev. Der er tale om blandet løv- og nåleskov, med flere dybe søer og utallige små damme og moser. Statsskoven har den højeste løvtræsandel, men over hele området et løv- og nåletræer jævnt fordelt. En del af bøgebeplantningen er klassiske søjlehaller, men der er også en ganske stor forekomst af gamle træer, ikke mindst langs skovvejene, både eg, bøg og gran. Omkring flere af overdrevne findes skovbryn, også med gamle, knortede træer, og skovens ældste træ findes formentlig på Hejede overdrev, en eg der siges at være over 1000 år gammel. Hist og her er der områder med Lærk og Ahorn, og der findes flere partier af blandet, urørt skov, og både disse og de våde lavninger er særdeles artsrige.
Ca. 600 ha af statsskoven er via Naturpakken 2016 udpeget som urørt skov eller anden biodiversitetsskov. En del af skovene blev i 2022 udpeget til den 500 hektar store naturnationalpark Bidstrup

## De enkelte skovområder

### Storskoven og Valborup Skov
Her finder man den største andel af ældre løvtræer, bl.a. klassiske søjlehaller af bøgetræer. Området er temmelig kuperet. Skoven afgrænses mod nordvest af Elverdamsdalen, mod øst af marker og støder mod syd op mod de øvrige skove. Her finder man også Dårehulen, en dybt liggende bæk, hvor menneskelig aktivitet har efterladt sig spor i form af dæmninger og hulveje. Midt i skoven ligger den tidligere skovriddergård, Valborup, med sine 30 tønder land marker. I udkanten mod øst findes et lille mindesmærke for nedkastning af våben under 2. verdenskrig. Sydøst for markerne er bevaret flere gamle skovenge omkranset af gamle, dybkronede løvtræer.

### Avnstrup med tilliggende skove
De fleste kender nok navnet Avnstrup fra Dansk Røde Kors Center Avnstrup, hjemrejsecenter for afviste asylansøgere. Centeret er indrettet i det gamle Avnstrup Sanatorium der blev taget i brug i 1940 som tuberkolosehospital. Centeret er beliggende i den stadigt ubevoksede del af Hejede overdrev, der dog hovedsageligt er skovbevokset. Hejede overdrev udgør den nordige del af den sydligste del af det statslige skovområde, mod syd ligger Avnstrup skov, mod vest Ravnsholte skov og mod øst Orup skov. Ved siden af centeret findes Hejede sø. Mod nordvest findes den dybe (6-8 m) badesø Avnsø, der ligger i et gammelt dødishul. Vestsiden af søen er svært tilgængelig og huser urørt sumpskov. Øst for søen findes en beplantning af store lærketræer. I Orup skov ligger "Kong Skinders Høj", er markant 42 m lang langdysse. Ravnsholte skov rummer 2 markante dødishuller, vandfyldte Hjortesø og den tørre "Helvedeskedlen". Her ligger også skovens skovfogedbolig med 16 tønder land mark. Ved kildevej mellem Ravnsholte og Avnstrup skov findes Mortenstrup Kilde, en af de få bevarede helligkilder fra den katolske
tid.

### Særløse Overdrev
Særløse Overdrev var græsningsområde for skovlandsbyerne Skov Hastrup og Særløse. Dele af overdrevet har aldrig været dyrket (men kun græsset) og det er derfor fredet og beskyttet som Natura-2000 område. Sydvestligst ligger Bøllesø som kan passeres af et spang.

### Lerbjerg og Helvigstrup skove
Lerbjerg og Helvigstrup skove hører under Ledreborg gods. Andelen af nåletræ er højere end i statsskovene, men der er også betydelige områder med løvskov. Det er også i Lerbjerg skov at man finder "Lerbjergtårnet" (se indledningen). Den Danske Naturfond købte i 2021 120 hektar skov med skovmoser, små søer og skovenge i Lerbjerg Skov, hvor man, i samarbejde med Lejre Kommune og Nationalpark Skjoldungernes Land vil omdanne skoven til vild natur og bedre forholdene for bl.a. den truede hasselmus og sjældne sommerfugle.

### Højbjerg og Mortenstrup skove
Højbjerg og Mortenstrup skove hører under Skjoldnæsholm gods. Også her er andelen af nåletræ er højere end i statsskovene, men med betydelige områder med løvskov. Her findes Gyldenløves høj (se indledningen), Sporvejsmuseet Skjoldenæsholm, selve godset Skjoldnæsholm, den relativt store Mortenstrup sø og syd for skoven, Valsølille sø.

## Historie
Bidstrup Skovene hørte i middelalderen under den katolske kirke, mere specifikt under den magtfulde biskop i Roskilde. Den mest magtfulde af Roskilde-bisperne var måske Absalon, der havde en borg nær Roskilde med navnet "Bidstrup". Efter reformationen i 1536 overgik det meste af kirkens gods til kongen, herunder Bidstrup Skovene.
Gennem skoven går "Valdemarsvejen" som var en del af Christian 4’s private kongevej fra Roskilde til Haraldsted, og var forbeholdt kongen og embedsmænd. Spor af vejens brostensbelægning kan stadig ses hist og her.
1661 skænkede Frederik d. III skovene til Københavns borgere som tak for deres opbakning og tapperhed under Københavns belejring. I praksis betød dette at skovene med tiden kom til at høre under Københavns Kommune, og de blev lokalt omtalt som "Magistratsskovene". I 1995 solgte kommunen skovene til staten.